# Harald Lander
Harald Alfred Bernhardt Stevnsborg Lander (né à Copenhague le 25 février 1905 et mort le 14 septembre 1971) est un danseur, chorégraphe, maître de ballet et pédagogue danois.

## Biographie
Formé à l'école du Ballet royal danois, Lander entre dans la compagnie en 1923, poursuit sa formation à New York avec Michel Fokine et est nommé étoile en 1929.
Directeur du Ballet royal danois de 1932 à 1951, il invite Vera Volkova à le rejoindre. Il est ensuite invité à l'Opéra de Paris où il monte plusieurs ballets et dirige l'école de danse de 1956 à 1963, tout en travaillant comme chorégraphe indépendant. Il revient au Danemark peu de temps avant sa mort. Il assurera la direction de l'école de danse de 1960 à 1963 et a pris la nationalité française en 1956 (source : programme de l'Opéra de Paris des représentations du Ballet royal du Danemark, janvier 2012).
Personnalité marquante du ballet danois, Lander contribue à perpétuer le répertoire d'Auguste Bournonville, qu'il montre à l'étranger pour la première fois.
Son œuvre la plus célèbre est le ballet Étude (1948), remonté à Paris en 1952 sous le titre Études (en), avec Claude Bessy parmi les interprètes, et qui figure aujourd'hui au répertoire des plus grandes compagnies.
Harald Lander s'est marié trois fois, avec Margot Lander (en) (1931-1950), puis avec Toni Lander jusqu'en 1965, et depuis le 25 août 1965, avec Elisabeth Gateau (Lise Lander).